# Казармы королевской артиллерии
Казармы королевской артиллерии (англ. Royal Artillery Barracks) — историческое здание в Вулидже (в лондонском районе Гринвич).
Вулидж имеет древние связи с армией и оружием. Здесь более двухсот лет размещался Королевский арсенал (основной производитель оружия в Соединённом Королевстве), с 1741 по 1939 годы здесь находилась Королевская военная академия, готовившая сапёров и артиллерийских офицеров, до 1990-х годов здесь размещался военный госпиталь, здесь же находилась знаменитая Вулиджская судоверфь.

## История
В 1770-х годах капитан (позже сэр) Уильям Конгрив создал «Хранилище военной техники»: коллекцию пушек, минометов, моделей и других предметов, используемых для обучения артиллеристов и инженеров истории и практике их ремесла. Одновременно капитаном разработан комплекс практических учебных упражнений «Учения по хранению». Они  проводились под его руководством на открытой местности поблизости и включали в себя переброску тяжелых орудий и снаряжения. В 1778 году Королевское военное хранилище получило официальное признание, и учения в хранилище стали обязательными
В 1776—1802 годах рядом с крупным участком земли, известным под названием Вулидж Коммон (англ. Woolwich Common), который использовался для военных занятий, были возведены Казармы королевской артиллерии. Здание стало знаменитым как имеющее самый длинный в Великобритании фасад в георгианском стиле. Использование здания Королевской артиллерией прекратилось с выводом в июле 2007 года 16-го полка Королевской артиллерии.
10 октября 1983 года в здании казарм прогремел взрыв: сработало взрывное устройство, заложенное боевиками ИРА. Пострадало пять человек. До заявления ИРА о причастности ко взрыву британские обвинения звучали в адрес шотландских сепаратистов.
При подготовке летних Олимпийских игр 2012 года изначально планировалось, что стрелки будут соревноваться в Национальном стрелковом центре, расположенном в деревне Бизли в графстве Суррей. Однако Международный олимпийский комитет указал организаторам, что слишком большое количество соревнований запланировано за пределами Лондона, и было решено, что стрелки будут выступать в Вулидже, где на территории Казарм королевской артиллерии будет построен временный стрелковый центр, который после окончания Олимпийских и Паралимпийских игр разберут и будут использовать в другом месте.